# Sizivka
Sizivka (en (ucraïnès): Сизівка, en rus: Сизовка) és un poble de la República Autònoma de Crimea, a Ucraïna, que el 2014 tenia 1.814 habitants. Pertany al districte rural de Saki.